# パーセヴァルの等式
数学の解析学の分野において、マルク＝アントワーヌ・パーセバルの名にちなむパーセヴァルの等式（パーセヴァルのとうしき、英: Parseval's identity）は、函数のフーリエ級数の総和可能性に関する基本的な結果である。幾何学的には、内積空間に対するピタゴラスの定理と見なされる。
大雑把に言うと、この等式では、函数のフーリエ係数の二乗の和が、その函数の二乗の積分と等しいことが示される。すなわち
{\displaystyle \sum _{n=-\infty }^{\infty }|c_{n}|^{2}={\frac {1}{2\pi }}\int _{-\pi }^{\pi }|f(x)|^{2}\,dx}
が成立する。ここで cn は ƒ のフーリエ係数で、次式で与えられる：
{\displaystyle c_{n}={\frac {1}{2\pi }}\int _{-\pi }^{\pi }f(x)\mathrm {e} ^{-inx}\,dx.}
正確には、この結果は ƒ が自乗可積分あるいはより一般に L2[−π,π] に属する場合に成立する。類似の結果として、函数のフーリエ変換の二乗の積分が、その函数の二乗の積分と等しいというプランシュレルの定理がある。すなわち、1 次元の場合は、ƒ ∈ L2(R) に対して次の等式が成立する：
{\displaystyle \int _{-\infty }^{\infty }|{\hat {f}}(\xi )|^{2}\,d\xi =\int _{-\infty }^{\infty }|f(x)|^{2}\,dx.}

## ピタゴラスの定理の一般化
以下に述べるように、この等式はより一般の可分ヒルベルト空間におけるピタゴラスの定理と見なされる。内積〈•,•〉を備えるヒルベルト空間を H とし、(en) を H の正規直交基底とする。すなわち en の線型包は H において稠密であり、en は次を満たす意味で互いに正規直交である：
{\displaystyle \langle e_{m},e_{n}\rangle ={\begin{cases}1&{\mbox{if}}\ m=n\\0&{\mbox{if}}\ m\not =n.\end{cases}}}
このとき、パーセヴァルの等式によると、すべての x ∈ H に対して次が成立する。
{\displaystyle \sum _{n}|\langle x,e_{n}\rangle |^{2}=\|x\|^{2}.}
この等式は、正規直交基底に対するベクトルの各成分の二乗の和が、そのベクトルの長さの二乗に等しいという点でピタゴラスの定理と直接的に関係する。H をヒルベルト空間 L2[−π,π] とし、n ∈ Z に対して en = e−inx とすれば、パーセヴァルの等式のフーリエ級数の場合を導くことが出来る。
より一般に、可分ヒルベルト空間だけでなく、任意の内積空間においてパーセヴァルの等式は成立する。したがって H を内積空間と仮定する。B を H の正規直交基底とする。すなわち、B の線型包が H において稠密となるという意味で total な正規直交集合とする。このとき、次が成り立つ。
{\displaystyle \|x\|^{2}=\langle x,x\rangle =\sum _{v\in B}\left|\langle x,v\rangle \right|^{2}.}
B が total であるという仮定は、等式が成立するために必要である。B が total でないなら、パーセヴァルの等式の等号が by ≥ に変わったベッセルの不等式が成り立つ。このようなパーセヴァルの等式の一般の形は、リース＝フィッシャーの定理を利用することで証明できる。